# Désiré Koranyi

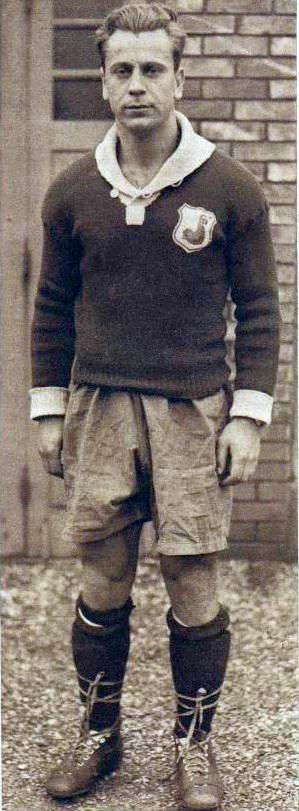
Désiré Koranyi, 1939

Désiré Koranyi (* 28. Januar 1914 in Szeged, Österreich-Ungarn, als Dezső Korányi oder Kronenberger; † 1981) war ein naturalisierter französischer Fußballspieler und -trainer. Gelegentlich wurde er auch als Korányi III bezeichnet, um ihn von seinen Brüdern Lajos und Mátyás, beide ebenfalls ungarische Nationalspieler, zu unterscheiden.

## Spielerlaufbahn

### Im Verein
Vor seinem Wechsel nach Frankreich spielte Dezső Korányi bei Kecskeméti AC; 1935 soll er auch mit Ferencváros Budapest verhandelt haben. Der Mittelstürmer entwickelte sich zu einem der ersten großen Torjäger in der noch jungen Profiliga Frankreichs, in der er ab seinem 22. Lebensjahr für den FC Sète spielte; diesem Verein hielt er nahezu bis an sein Karriereende die Treue. Der in Frankreich Désiré (oder Dejeu) genannte Dezső besaß einen harten Schuss und reagierte blitzschnell auf Spielsituationen; obwohl er nur 1,68 m groß war, erzielte er auch zahlreiche Tore per Kopf, was ihm den Beinamen „Goldköpfchen“ eintrug. Mit insgesamt 157 Treffern in der Division 1 steht er noch im Jahr 2008 auf Rang 16 der „ewigen“ Torjägerliste des Landes, wobei die Tore, die er von 1939 bis 1945 schoss, nicht mitgerechnet werden, weil diese sechs Jahre während Krieg und deutscher Besetzung Frankreichs nicht als offizielle Spielzeiten gelten. Obwohl er häufig Ziel von Attacken seiner meist robusteren Gegenspieler war und deshalb wiederholt längere Verletzungsauszeiten benötigte, blieb er auf dem Spielfeld stets fair und beklagte sich nie darüber.
Mit den Dauphins – so die bis heute gebräuchlichste Bezeichnung der Fußballspieler Sètes – spielte er anfangs nur im Tabellenmittelfeld der Liga mit; am Ende der Saison 1937/38 stand Sète allerdings auf Rang 3, wozu Koranyi mit 24 Treffern (ebenfalls dritter Platz der Torjäger, nur knapp hinter Jean Nicolas und Oskar Rohr) beigetragen hatte. Beides wusste er im folgenden Jahr noch zu steigern: 1939 gewannen die Südfranzosen die Meisterschaft, und der Ungar wurde nicht nur Torschützenkönig (gemeinsam mit Roger Courtois, je 27 Treffer), sondern im Mai auch zum französischen Nationalspieler (siehe unten). Zwei Spieltage vor Saisonende hatten auch Olympique Marseille und Racing Paris noch Chancen auf den Titel, doch Désiré Koranyi sicherte Sète mit drei Toren gegen den SC Fives und zwei gegen Paris im Liga-Endspurt Platz 1.
Während der folgenden sechs Jahre („Kriegsmeisterschaften“) gewann der FC Sète 1942 Meisterschaft und Pokal der Division 1, Zone Sud, also der Teil-Wettbewerbe im unbesetzten Frankreich. Im Pokal, dessen Austragungen und Titel während dieser Jahre, im Gegensatz zur Liga, auch heute noch als offizielle Bewerbe zählen, scheiterte Koranyi im anschließenden Endspiel gegen den Sieger des besetzten Frankreich, Red Star Olympique, allerdings mit 0:2. Nach Frankreichs Befreiung spielte Sète fünf Jahre lang eher gegen den Abstieg als um einen nationalen Titel: Platz 13 in der Meisterschaft (1946 und 1947) sowie ein Erreichen des Pokal-Viertelfinals (1949) waren die besten Ergebnisse, die Koranyi mit den Dauphins noch erzielen konnte. Die Gesamtzahl seiner Ligatore (157) ist zwar bekannt, nicht jedoch, wie viele Erstligaspiele er insgesamt bestritten hat. Diese Angabe liegt lediglich für seine letzten beiden Saisons in Sète vor, in denen er noch auf 47 Einsätze kam und dabei 17 Treffer erzielte.
Nach 15 Jahren verließ er Sète 1950, blieb aber in Südfrankreich, wo er, teilweise als Spielertrainer, seine Stiefel für die unterklassigen AC Arles, SO Montpellier, ESA Brive und US Lodève schnürte. Dazwischen kehrte er noch einmal eine Saison lang zu „seinem“, inzwischen in die Division 2 abgestiegenen FC Sète zurück. Der 41-Jährige führte die Mannschaft 1955/56 allerdings nur noch auf den 18. von 20 Tabellenplätzen.

#### Stationen
- Újszegedi TC, Kecskeméti AC[6], als Jugendlicher
- Football Club de Sète (1935–1950)
- Athlétic Club Arlésien (1950/51, als Amateur)[7]
- Stade Olympique Montpelliérain (1951/52, in D2)
- Étoile Sportive Aiglons Briviste (als Amateur)
- FC Sète (1955/56, als Spielertrainer, in D2)
- Union Sportive de Lodève (1957/58(?), als Spielertrainer)

### Der Nationalspieler
Vor seinem Wechsel zu Sète hatte Koranyi für die ungarische Amateurnationalelf gespielt, nicht aber für die A-Mannschaft der Magyaren. Zwischen Mai 1939 und März 1942 bestritt er 5 A-Länderspiele für Frankreich, in denen er 5 Tore schoss (darunter zwei Doppelpacks gegen Belgien und Portugal). Dies waren die letzten internationalen Begegnungen der Équipe tricolore bis Kriegsende, weshalb Koranyi eine größere Zahl von Einsätzen bei den Bleus verwehrt blieb. Die Namen seiner Sturmpartner lesen sich wie „der Gotha des französischen Fußballs“ jener Jahre: die Flügelstürmer Roger Courtois, Alfred Aston, Émile Veinante und Jules Mathé sowie die Halbstürmer Larbi Ben Barek, Oscar Heisserer und Henri Hiltl erleichterten Désiré Koranyi seine beeindruckende Trefferquote.

## Als Trainer
Nach seinen Jahren als Spielertrainer versuchte er 1958/59, den FC Metz wieder ins fußballerische Oberhaus zurückzubringen; dies misslang ihm, wenn auch knapp – im Landespokal allerdings war ihm ein Achtungserfolg vergönnt, indem er den Zweitdivisionär bis in die Runde der letzten acht Mannschaften führte, wo er sich dem späteren Sieger des Wettbewerbs, dem Le Havre AC, mit 0:2 beugen musste.
Was aus Désiré Koranyi in den folgenden Jahren bis zu seinem frühen Tod geworden ist, ist bisher nicht zu ermitteln. In Sète ist heute eine Straße nach ihm benannt.

## Palmarès
- Französischer Meister: 1939 (und 1942 Meister der D1-Sud [inoffizieller Titel])
- Französischer Pokalsieger: Fehlanzeige (aber Finalist 1942)
- Liga-Torschützenkönig: 1938/39
- 5 A-Länderspiele und 5 Tore in der A-Nationalelf